# Chouf

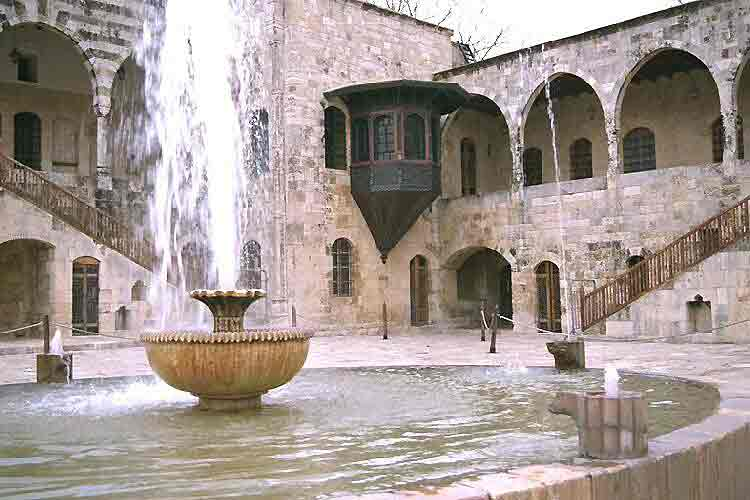
Beit ed-Din

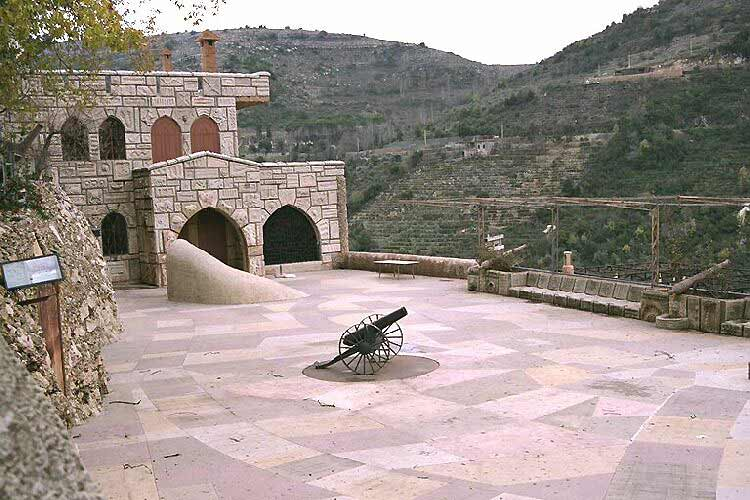
Chateau Moussa

Der Chouf oder Schuf (andere Schreibweise Shouf, englisch Shuf, französisch Chouf, arabisch جبل الشوف Dschebel asch-Schuf, DMG Ǧabal aš-Šūf) wird der südliche Ausläufer des Libanongebirges genannt. Dieser ist eine historisch bedeutsame Region und auch ein Verwaltungsdistrikt im Gouvernement (mohafazat) Libanonberg. Er liegt südöstlich von Beirut und umfasst neben den gebirgigen Regionen einen schmalen Küstenstreifen mit der Stadt Damur.

## Geographie
Die Region wird durch die Flüsse Damour im Norden und den Awali im Süden begrenzt (ein Zufluss des Nahr el-Barouk). Der Chouf ist das Herzland der libanesischen Drusen. Der Drusenführer Walid Dschumblat hat seinen Sitz in Moukhtara. Auch die Emire des Libanon hatten ihre Residenz im Chouf. Am bekanntesten ist der Palast Beit ed-Din von Baschir Schihab II. aus der ersten Hälfte des 19. Jahrhunderts. Eine andere historische Stadt in der Nähe von Beiteddine ist Deir el-Qamar.

## Geschichte
Im 12. Jahrhundert wurde der Chouf von Drusen und in Teilen von anderen muslimischen Stämmen kontrolliert. Die Maroniten und Schiiten waren im Norden in der Überzahl und genossen dort eine relative Unabhängigkeit. Das Gebirge war Rückzugsraum für die Minderheiten. Dabei verfolgten die Drusen von Aley eine pragmatische Doppelpolitik: Einerseits bemühten sie sich, im Einvernehmen mit den Herrschern von Damaskus und Kairo zu leben, andererseits arrangierten sie sich mit den Kreuzfahrerstaaten.
Im 13. Jahrhundert lebten Drusen, Schiiten, Maroniten sowie einige Jakobiten, Melkiten und Aleviten in dem Gebiet. Es zeichneten sich Veränderungen ab, als Qalawun die Kreuzfahrerstaaten zerstörte, und 1305–1306 schlug sein Sohn, der mamlukische bahritische Sultan von Ägypten, al-Malik an-Nasir Muhammad, die Invasion der Mongolen zurück. Danach unterwarf er auch alle Völker, die er selbst als Häretiker ansah: Schiiten, Drusen, Aleviten. Daraufhin zerstreuten sich auch die Maroniten und verbreiteten sich über die ganze Region.
Anfang des 16. Jahrhunderts entstand das Emirat Berglibanon. Drusische Emire aus dem Chouf, die Ma'an unter ihrem Führer Fakhr-al-Din I., übernahmen mit osmanischer Unterstützung die Herrschaft in dem Gebiet. Damit begann diese Bergregion eine wichtige politische Rolle zu spielen. Seither bildete sie eine mehr oder weniger geschlossene politische Einheit. Der Reiseschriftsteller Joannes Cotovicus schreibt in Bezug auf die Drusen:
„Sie sind tüchtige Bergbewohner, kriegerisch, voll Mut … Den Türken und Muslimen ziehen sie die Christen vor … Auch wenn sie mitten im Osmanischen Reiches verankert sind, haben sie ihre Unabhängigkeit erhalten.“
Korkmaz I., der Sohn und Nachfolger Fakhr-al-Dins I., geriet in Konflikt mit der osmanischen Zentralgewalt. Sultan Murad III. beauftragte den Gouverneur von Ägypten, Ibrahim Pascha, eine Militärexpedition in das Gebirge des Libanon zu unternehmen. Daraufhin verbarg sich der Emir in den Bergen des Chouf. Er starb durch Vergiftung.
Sein Sohn, Fachr ad-Dīn II., übernahm das Emirat Berglibanon und weitete seine Herrschaft über die Bergregion hinaus aus, indem er verschiedene Gemeinschaften zusammen regierte. Auf diese Weise schuf er gleichsam einen Vorläufer des heutigen Libanon. Zudem knüpfte er Verbindungen mit europäischen Mächten, begab sich nach Florenz und ermöglichte die Einrichtung europäischer christlicher Missionen.
Im 18. Jahrhundert folgte auf die Ma'an die Schihab-Dynastie. Im Gegensatz zu ihren Vorgängern waren die neuen Herrscher Sunniten. Sie wurden respektiert von den Paschas von Tripoli und Saïda und erreichten ein friedliches Gleichgewicht zwischen Drusen und Maroniten. Ein anderer Reisender, Volney, beschrieb die Region als eine, in der „ein Strahl der Freiheit leuchtet. Dort, im Gegensatz zum türkischen Land, genießt jeder die Sicherheit seines Eigentums und seines Lebens.“ Mehrere Kinder des Emirs Melhem Schihab nahmen das Christentum an, und in der Folge taten es ihnen die meisten der Schihab gleich, ebenso die Drusen der Emir-Familie Abillama. Die Nachfolger von Melhem waren Maroniten seit Baschir Schihab II.
1842 profitierte das Osmanische Reich von Massakern an Christen und konnte das Gebiet durch die Einsetzung des doppelten Kaymakamat näher an die Zentralmacht binden. Es wurden zwei Verwaltungseinheiten eingeführt: der Norden, gedacht als maronitisches Gebiet, und der Süden, gedacht als drusisches Gebiet. Diese Einteilung hatte jedoch nicht den Erfolg, religiöse Konflikte beizulegen, und wurde daher zwischen 1861 und 1915 durch das Mutesarriflik Libanonberg ersetzt, in dem der osmanische Gouverneur, der zwar katholisch, aber nicht libanesisch war, durch einen multikonfessionellen Rat unterstützt wurde. Der erste Moutassarrif war Armenier. Zwischen 1861 und 1915 gab es nacheinander acht Gouverneure.
Aufgrund des Sykes-Picot-Abkommens von 1916 versuchte Frankreich in der Levante Fuß zu fassen und von der Zerschlagung des Osmanischen Reiches ebenso zu profitieren wie die Engländer. Es schuf ein „territoire libanais“ unter seiner Kontrolle. Ein Teil davon war der Chouf. Es war die Zeit des Völkerbundmandats für Syrien und Libanon. In Übereinstimmung mit dem Obersten Rat der Alliierten und den Verhandlungen zum Vertrag von Sèvres entstand 1920 der Großlibanon. Frankreich spielte den Schiedsrichter für eine mögliche gemeinsame Ansiedlung verschiedener Konfessionen in Übereinstimmung mit den wichtigsten Gemeinschaften der Drusen und Maroniten, aber unter politischer Vorherrschaft der Maroniten. Das Gebiet erhielt seine politische Selbstständigkeit im Zweiten Weltkrieg und wurde zur Republik Libanon, die 1945 offiziell gegründet wurde.
In den 1970er Jahren versuchte der Drusenführer Kamal Dschumblat und später sein Sohn Walid Dschumblat den Chouf in einen von der libanesischen Regierung unabhängigen drusischen Kleinstaat zu verwandeln, doch erreichten sie nicht die politische Anerkennung. In den 1980er Jahren wurde die Situation für die Christen in der Region lebensgefährlich. Das Territorium war von September 1982 bis September 1983 von Israel besetzt. Nach dem Rückzug der libanesischen Streitkräfte standen sich christliche und drusische Milizen gegenüber. Während des libanesischen Bürgerkriegs zwischen 1983 und 1984 (Harb el Jabal – Krieg des Gebirges) flohen viele christliche Bewohner, um den häufigen Massakern zu entgehen, und nur wenige kehrten später zurück, um ihre Ortschaften wiederaufzubauen, die durch die Freischärler der drusischen PSP zerstört worden waren. Viele christliche Familien des Chouf wanderten ins Ausland aus.
Trotz seiner blutigen Geschichte ist der Chouf eine der ursprünglichsten Regionen im Libanon. Im Gegensatz zu den benachbarten Distrikten al-Mitn und Kesrwan blieb der Natur bislang eine intensive Bebauung erspart. Ausgedehnte Wälder mit Libanonzedern finden sich an den Flanken des Dschebel Barouk – der Baumbestand ist allerdings nicht so alt wie die „Zedern des Herrn“ bei Bscharre im Norden des Libanon.

## Sehenswürdigkeiten
- Damur
- Château Moussa
- Beit ed-Din
- Dair al-Qamar
- Baaklin
- Mazraat el Chouf
- Bsaba Al Chouf

Seit 1985 findet in Beit ed-Din jährlich das renommierte Beideddine-Festival statt.

## Wichtige Familien im Chouf
| - Eid - Akoum - Ammoun - Antoniou - Aoun - Naji Boustani - Canaan - Chakar - Chamoun | - Schihab - Debeissy - Dib-Nehmé - Franci - Germenou - Haddad - Hamadan (Hamadé) - Hajjar - Joumblatt - Nakhle | - Njei - Shams Eddine - Takkeddine - Talhouk - El Beaini - Tabet - Wazen |

## Galerie

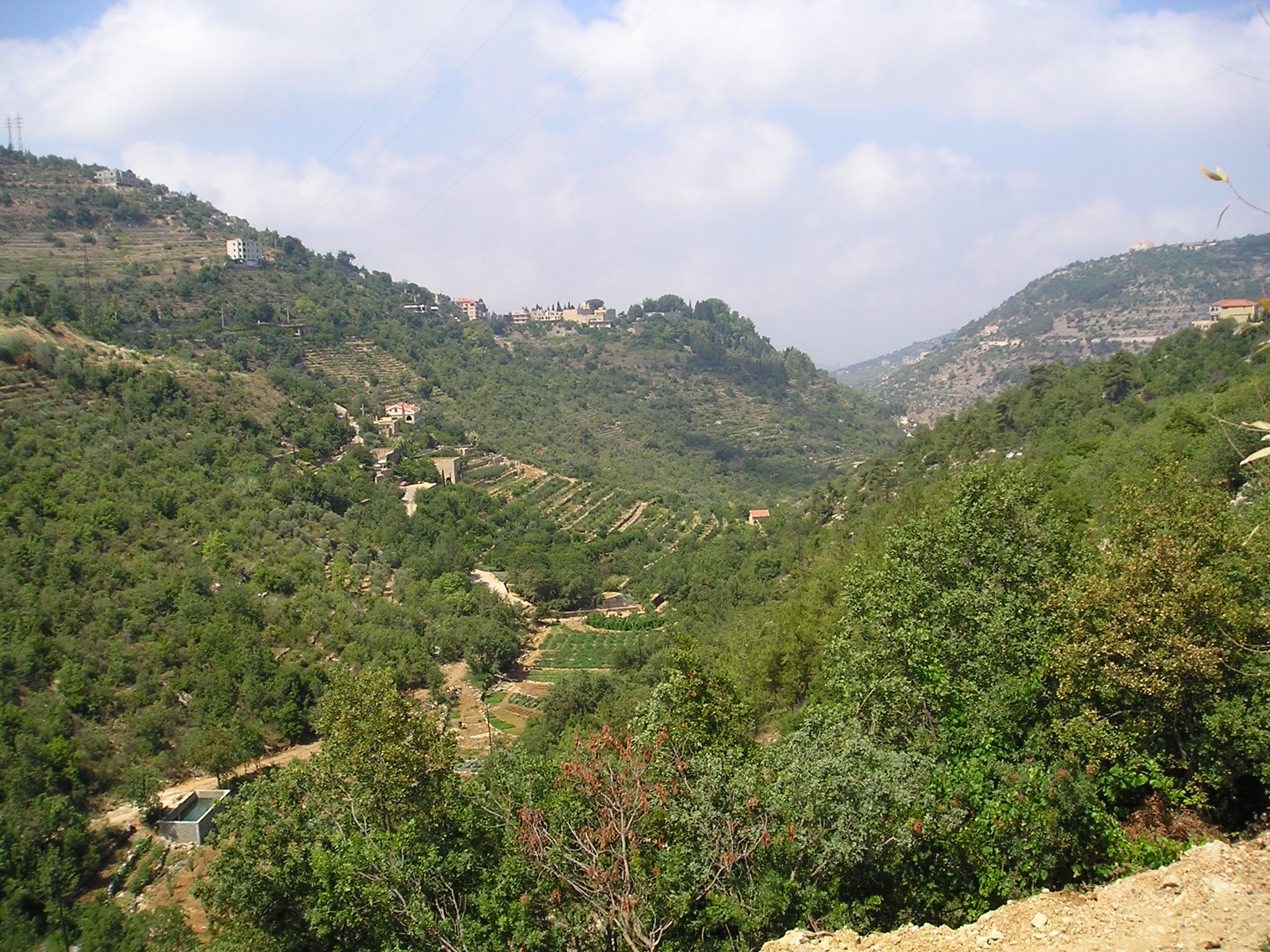
Berge in Chouf, Dorf zwischen Beiteddine und Deir al-Qamar
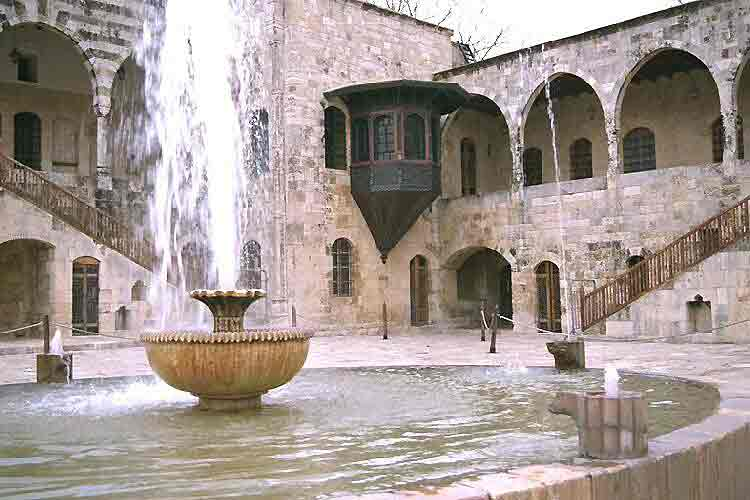
Innerer Hof des Schlosses von Beiteddine
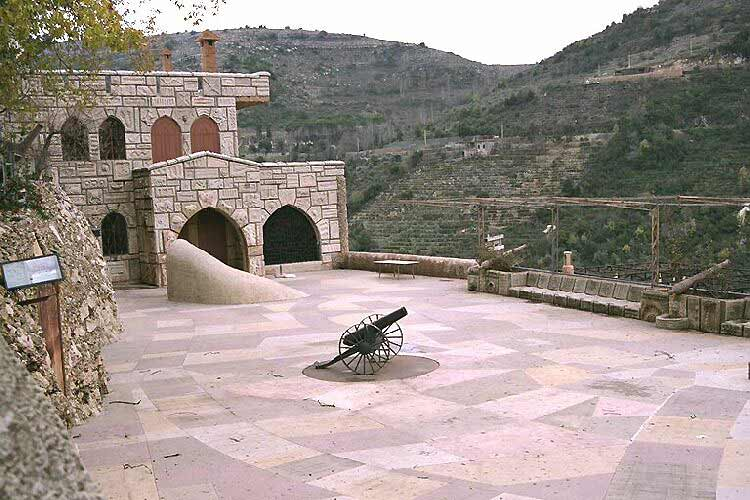
Das Schloss Moussa